# Бужор Методіє Миколайович
Методіє Миколайович Бужор (рум. Metodie Nicolae Bujor, нар. 9 червня 1974, Молдавська РСР) — російський та молдовський оперний  та естрадний співак.

## Життєпис
Народився Методіє Бужор 9 червня 1974 року в Молдавській РСР.
У 2000 році, після закінчення Кишинівську академію музики ім. Гавриїла Музіческу, почав співочу кар'єру в трупі Московського театру «Нова Опера» під керуванням Євгена Колобова.

## Громадянська позиція
У березні 2014 року підписав листа на підтримку політики президента Росії Володимира Путіна щодо російської військової інтервенції в Україну.